# Mareham le Fen
Mareham Le Fen è un villaggio e parrocchia civile dell'Inghilterra, appartenente alla contea del Lincolnshire.